# 大甲溪發電廠谷關分廠
大甲溪發電廠谷關分廠為一座位於臺灣臺中市和平區的水力發電廠。該發電廠利用谷關水庫所擷取之大甲溪河水進行發電，為一水庫式發電。目前，在2008年重建後發電量達到21萬2800千瓦（212.8MW），是為大甲溪發電廠系列中的其中一座分廠，舊稱為谷關發電廠，後納入台電公司大甲溪發電廠旗下後全名改名為臺灣電力股份有限公司大甲溪發電廠谷關分廠。

## 沿革

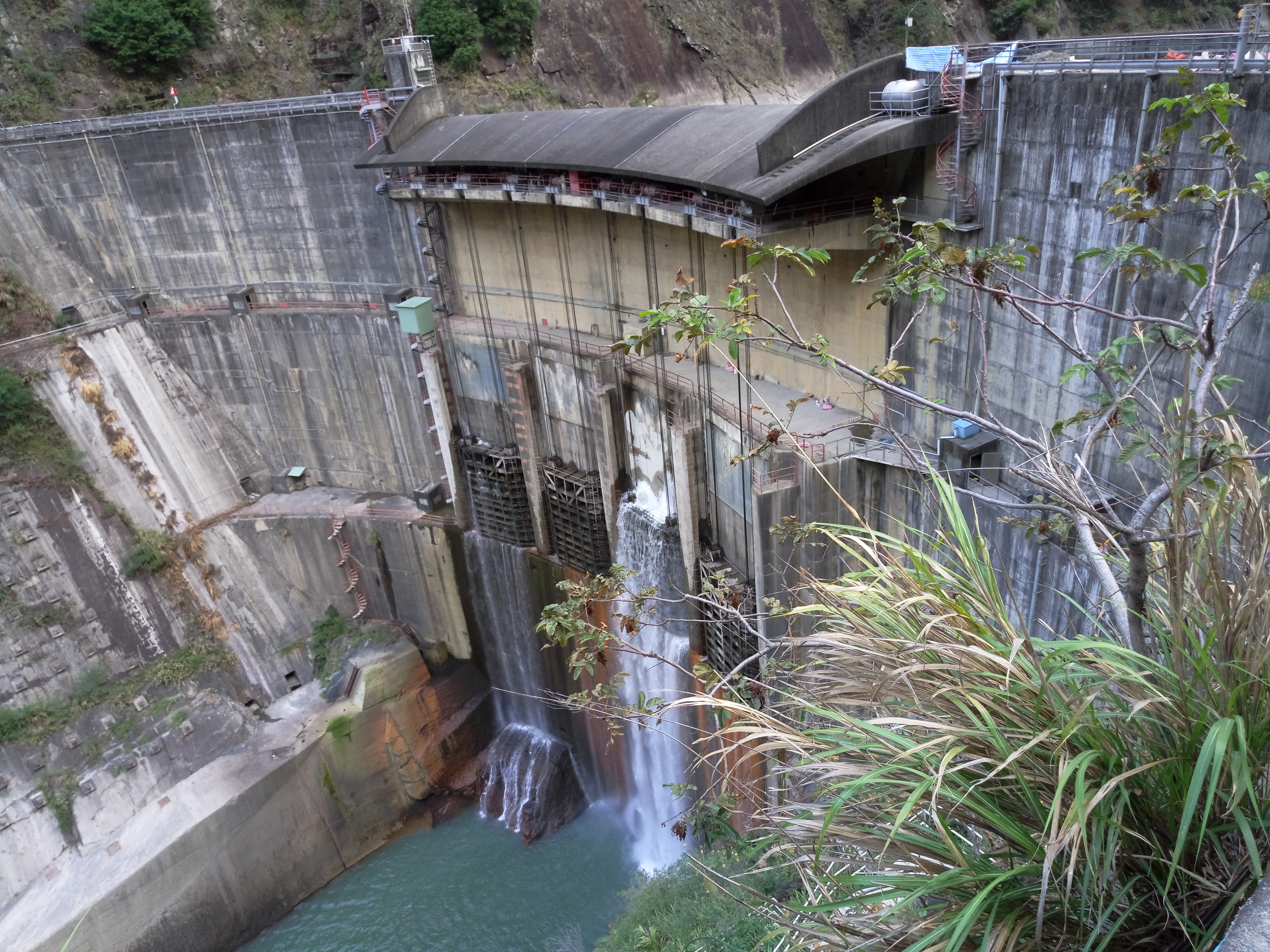
谷關水庫大壩全貌。

谷關發電廠為臺灣電力公司接受美援後所完成的水力發電工程之一，並且也是大甲溪流域多目標開發的電廠中相當重要的一座。
發電廠於1957年（民國46年）9月12日開始興建，於1961年（民國50年）12月完成兩部發電機組的安裝，另外兩部發電機組於1966年2月完成裝置，而與發電廠搭配之谷關壩也與發電廠同時開工，為臺灣電力公司第一座自行建造的拱型壩，水壩設計是由法國柯英公司設計。

### 災害與重建
民國88年（1999年）臺灣中部發生災難性的921大地震，造成省道臺8線（中橫公路）谷關至德基之間路段嚴重毀損，沿線的山崩及地滑，導致谷關水庫壩體與局部底座受損，再加上唯一對外之交通要道臺8線被土石掩埋及路基坍方，使得人員進駐維修不易。
民國90年（2001年）7月31日發生桃芝風災，造成地下21公尺的發電廠房嚴重淹水，水輪發電機、主變壓器、控制室及開關場等設備全泡在水中而損壞。
其復建工程於民國91年（2002年）12月開工，然而在2004年又遭遇七二水災，造成谷關電廠地下廠房嚴重滲水，大水挾帶的土石流沖毀了連接開關廠的穿雲橋與連接大甲溪兩岸施工必經的吊橋，使得重要施工道路中斷，谷關復建的施工進度因而落後；而2004年9月艾利颱風所帶來的狂風暴雨，再度造成谷關分廠滲水，直至民國97年（2008年）10月，4部發電機組全部復建完成，並正式重新發電運轉。

## 設施
谷關電廠引水於谷關壩，總容量為1320萬立方公尺，有效容量1120萬立方公尺為一座混擬土拱壩，壓力隧道一條長4.8公里，大甲溪溪水經由寬6公尺，高3公尺的取水閘門流入地下21公尺的發電廠，而發電廠安裝法蘭西斯豎軸水輪發電機組4部,每部容量54.45MW，總裝置容量計217.8MW，經發電後尾水循隧道流回大甲溪中供下游的天輪發電廠繼續發電。

### 機組

#### 商轉中
| 名稱   | 發電機型號                     | 水輪機型號                     | 機組數量 | 發電方式 | 有效落差（公尺） | 單一機組用水量（CMS） | 容量（MW） | 位置         | 商轉日期   | 狀態   |
| ------ | ------------------------------ | ------------------------------ | -------- | -------- | ---------------- | --------------------- | ---------- | ------------ | ---------- | ------ |
| 一號機 | 日本三菱電機製交流式同步發電機 | 日本日立製豎軸法蘭西斯式水輪機 | 1        | 水庫式   | 182.3            | 34.50CMS              | 54.45MW    | 臺中市和平區 | 2007年底   | 商轉中 |
| 二號機 | 日本三菱電機製交流式同步發電機 | 日本日立製豎軸法蘭西斯式水輪機 | 1        | 水庫式   | 182.3            | 34.50CMS              | 54.45MW    | 臺中市和平區 | 2008年2月  | 商轉中 |
| 三號機 | 日本三菱電機製交流式同步發電機 | 日本日立製豎軸法蘭西斯式水輪機 | 1        | 水庫式   | 182.3            | 34.50CMS              | 54.45MW    | 臺中市和平區 | 2008年6月  | 商轉中 |
| 四號機 | 日本三菱電機製ㄒ發電機         | 日本日立製豎軸法蘭西斯式水輪機 | 1        | 水庫式   | 182.3            | 34.50CMS              | 54.45MW    | 臺中市和平區 | 2008年10月 | 商轉中 |

#### 已汰除
| 名稱   | 發電機型號                     | 水輪機型號                         | 機組數量 | 發電方式 | 有效落差（公尺） | 單一機組用水量（CMS） | 容量（MW） | 位置         | 商轉日期   | 狀態   |
| ------ | ------------------------------ | ---------------------------------- | -------- | -------- | ---------------- | --------------------- | ---------- | ------------ | ---------- | ------ |
| 一號機 | 日本三菱電機製交流式同步發電機 | 日本三菱重工製豎軸法蘭西斯式水輪機 | 1        | 水庫式   | 182.3            |                       | 45         | 臺中市和平區 | 1961年12月 | 已汰除 |
| 二號機 | 日本三菱電機製交流式同步發電機 | 日本三菱重工製豎軸法蘭西斯式水輪機 | 1        | 水庫式   | 182.3            |                       | 45         | 臺中市和平區 | 1961年12月 | 已汰除 |
| 三號機 | 日本三菱電機製交流式同步發電機 | 日本三菱重工製豎軸法蘭西斯式水輪機 | 1        | 水庫式   | 182.3            |                       | 45         | 臺中市和平區 | 1966年2月  | 已汰除 |
| 四號機 | 日本三菱電機製交流式同步發電機 | 日本三菱重工製豎軸法蘭西斯式水輪機 | 1        | 水庫式   | 182.3            |                       | 45         | 臺中市和平區 | 1966年2月  | 已汰除 |

### 管理
- 電廠名稱：大甲溪發電廠谷關分廠
- 管理單位：臺灣電力公司大甲溪發電廠
- 廠內編制：3

### 設施
- 廠房類型：地下蘑菇式廠房
- 取水來源：大甲溪（谷關水庫）
- 壓力鋼管：一條，長4.8公里

## 圖集

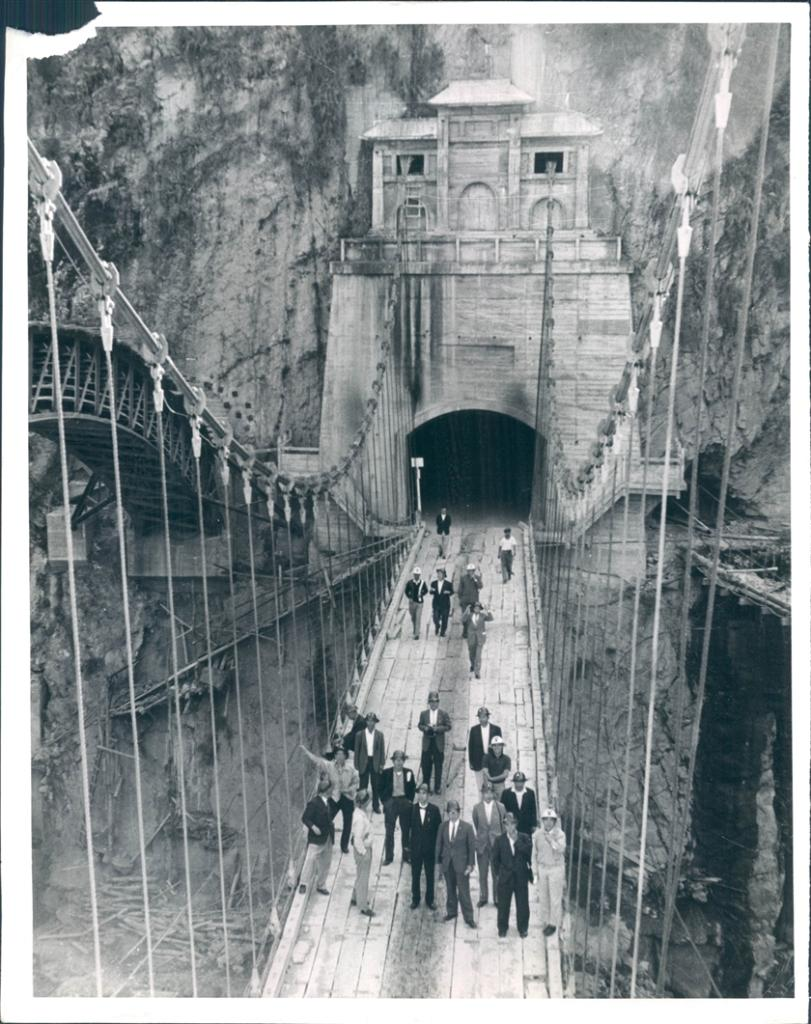
1961年的谷關發電廠廠房入口吊橋。
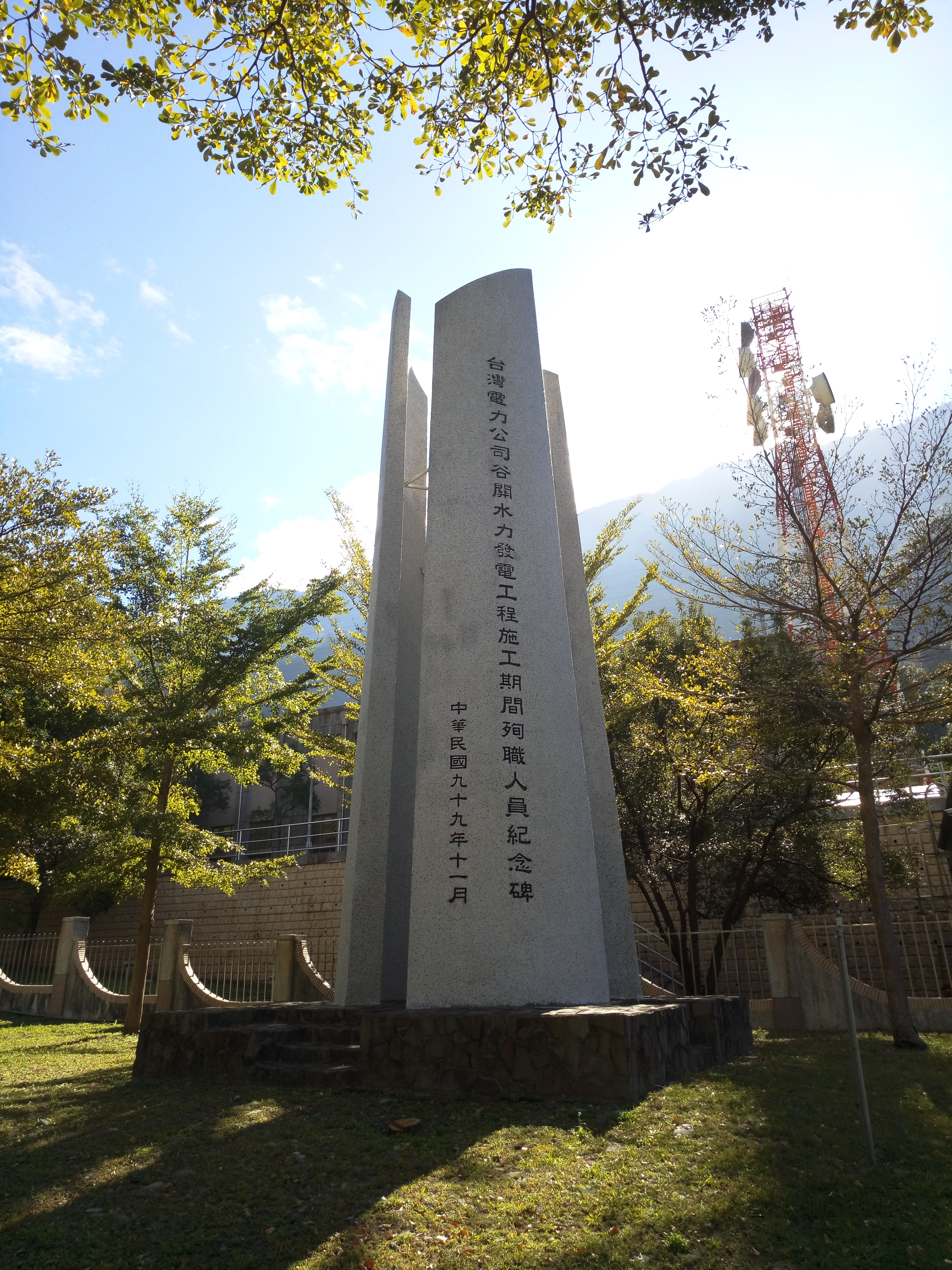
谷關分廠建廠時罹難人員的紀念碑，設於谷關分廠大門一旁。
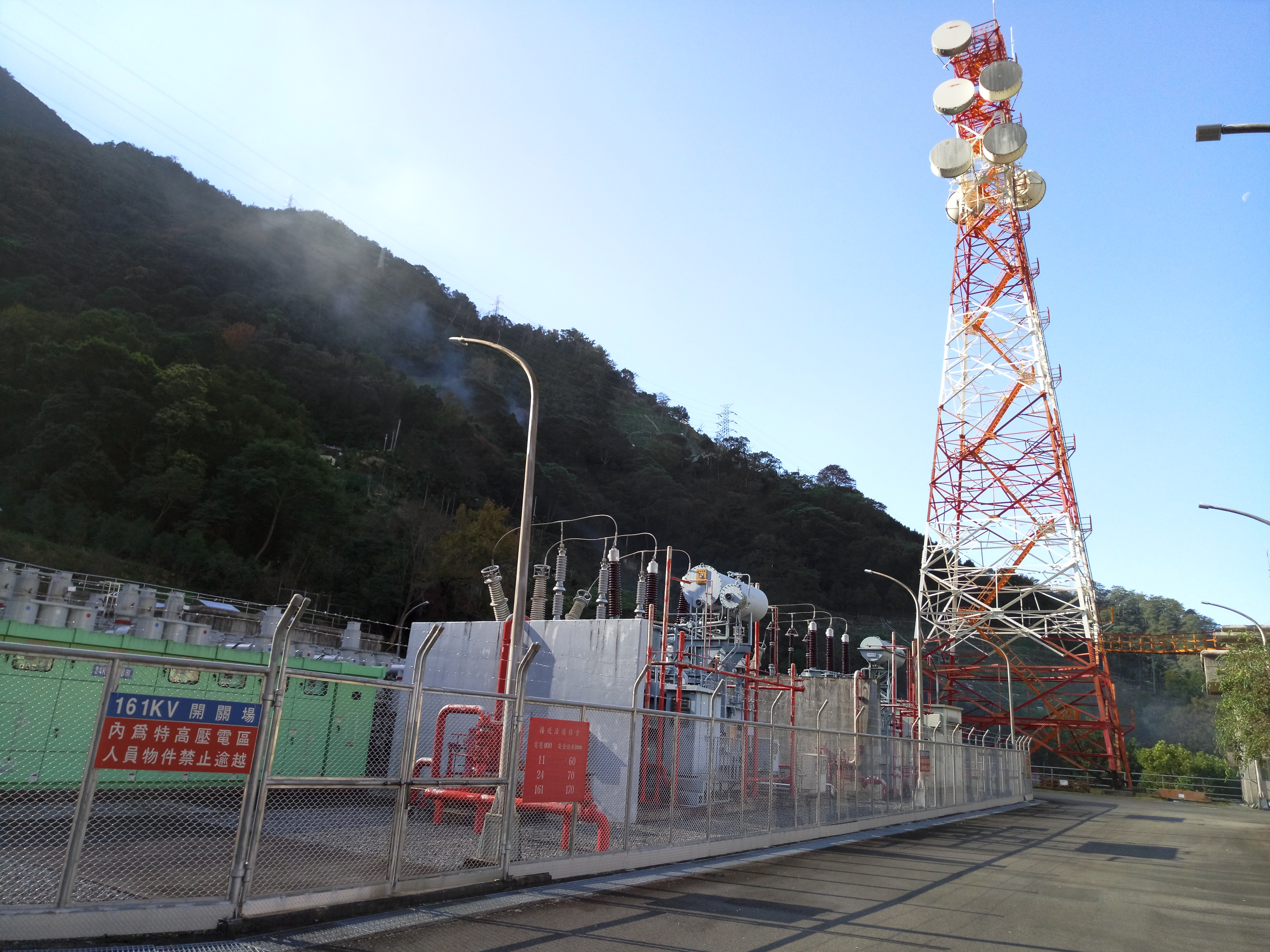
谷關分廠開關場，右方鐵塔為微波通訊塔。
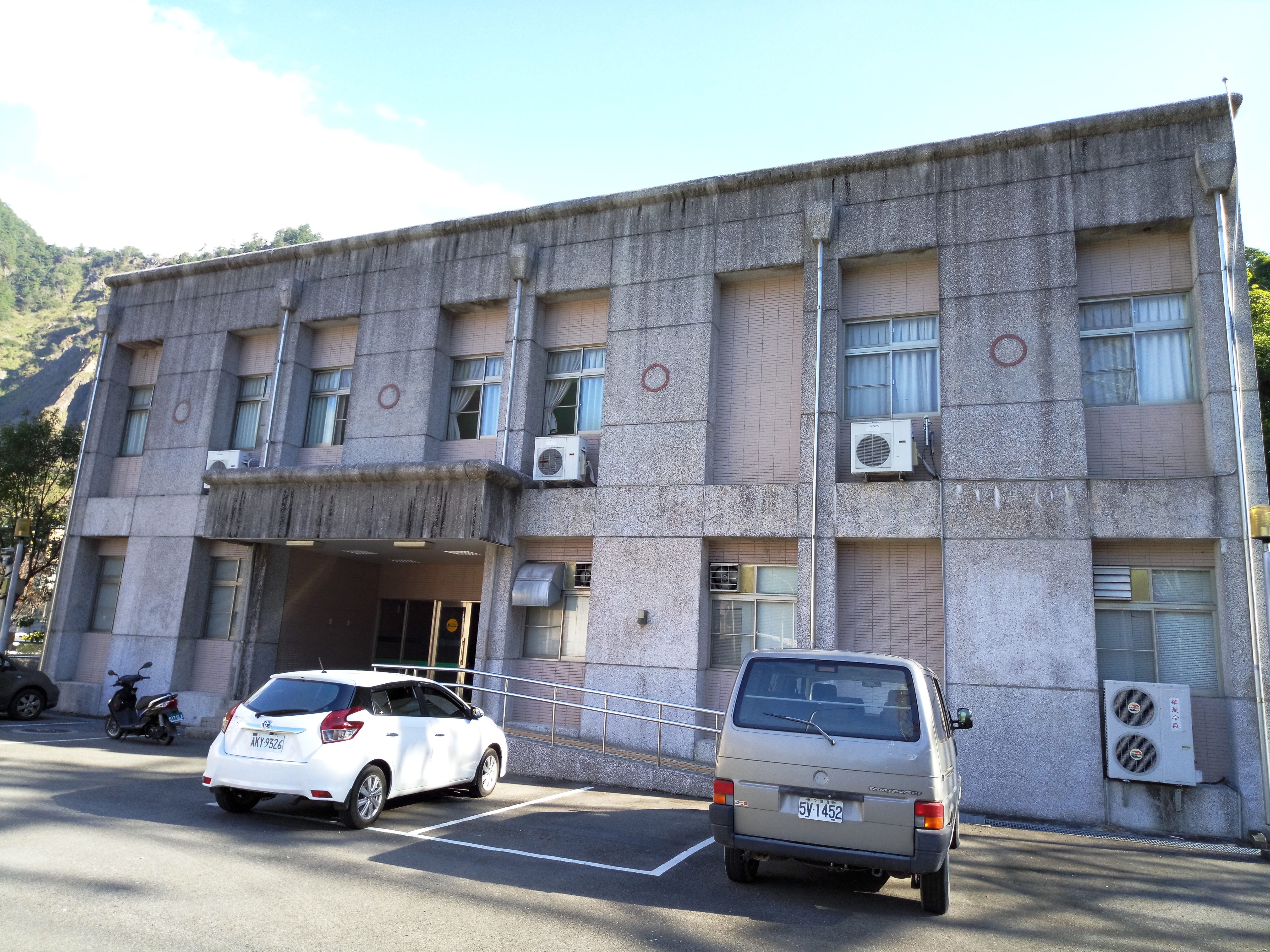
谷關分廠的控制中心，原控制室建於地下廠房內，於復建時改建於上谷關。
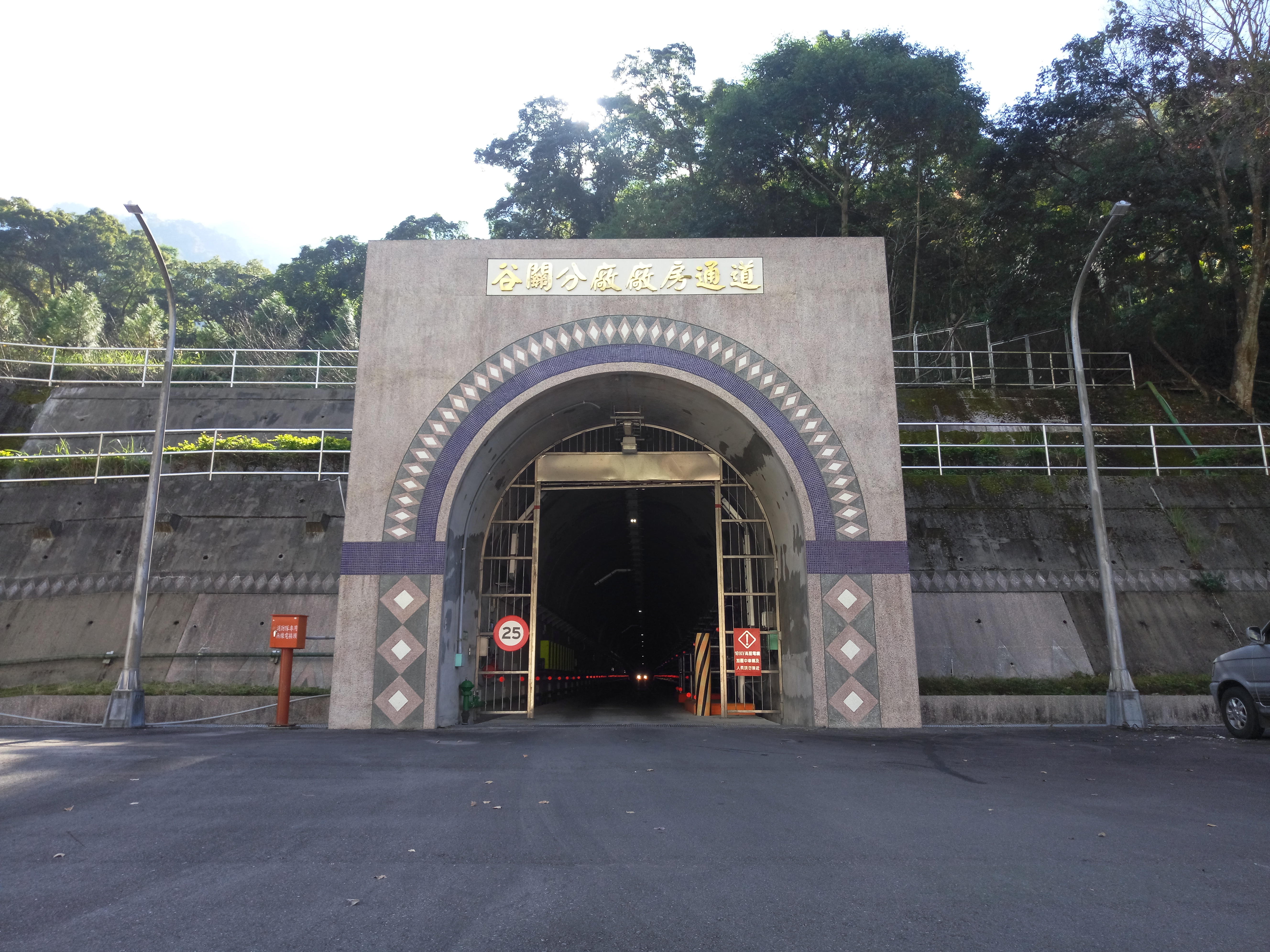
谷關分廠地下廠房通道入口。
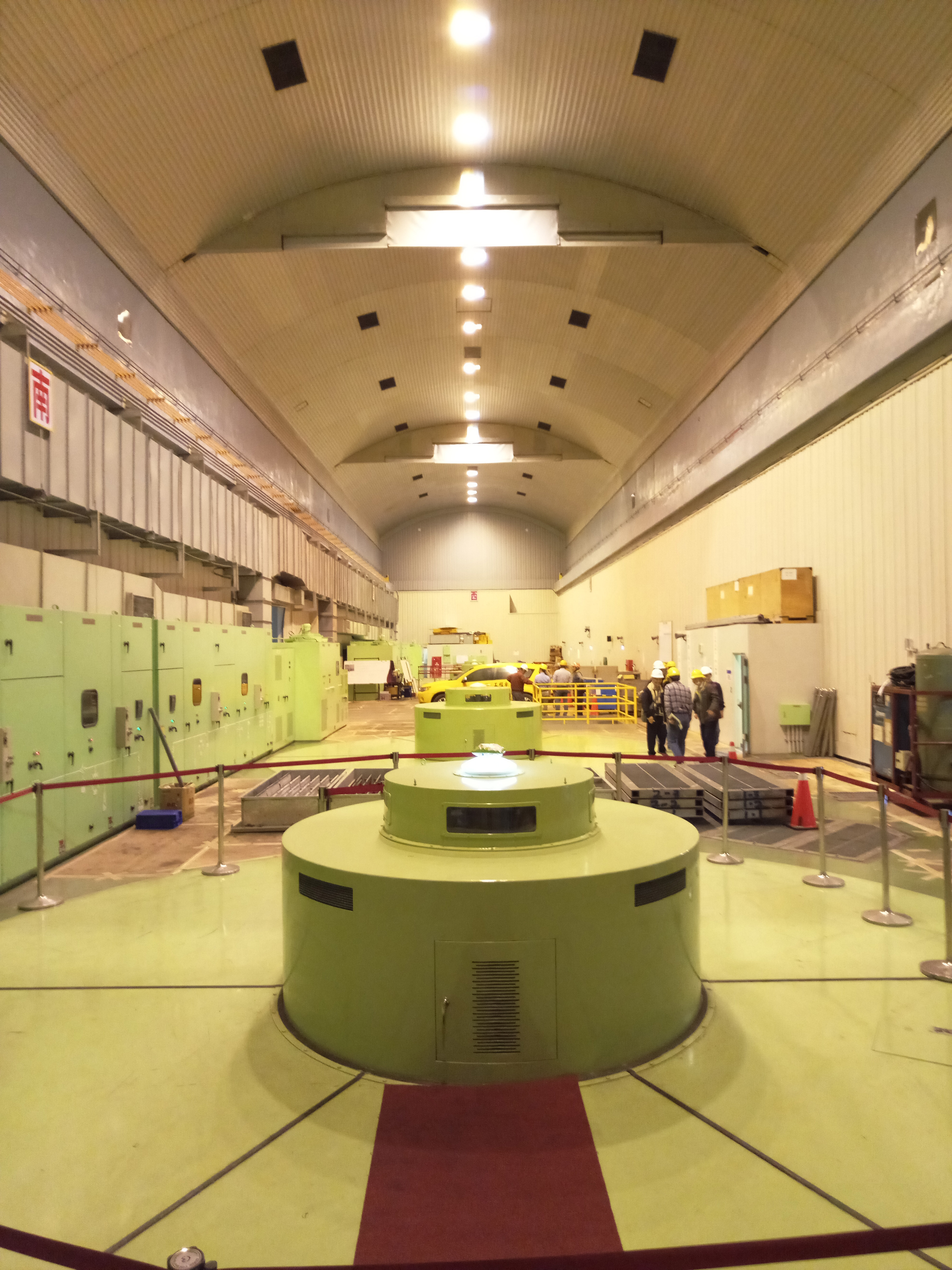
谷關分廠地下廠房一景。
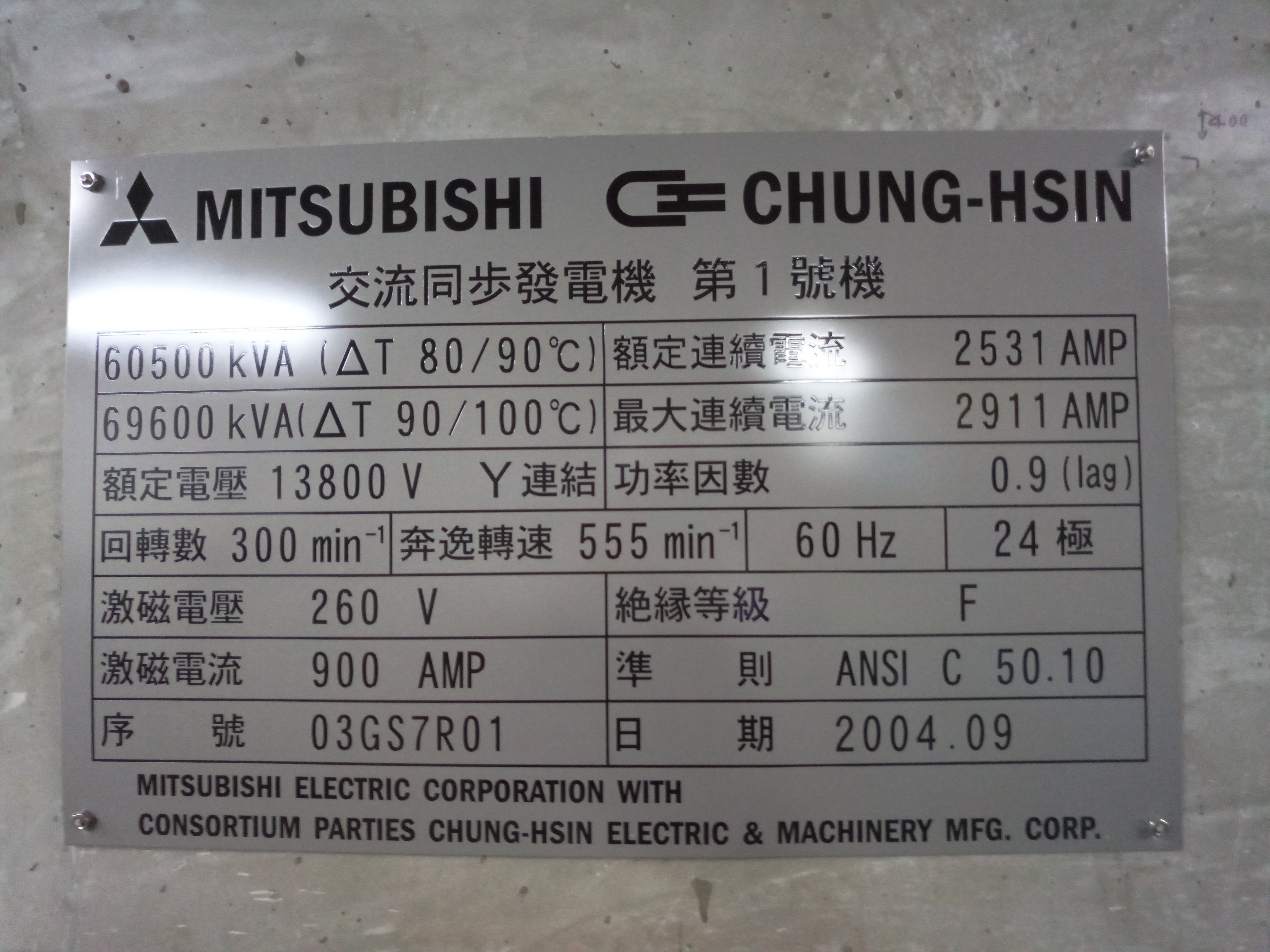
谷關分廠發電機銘版，由日本三菱公司承製。
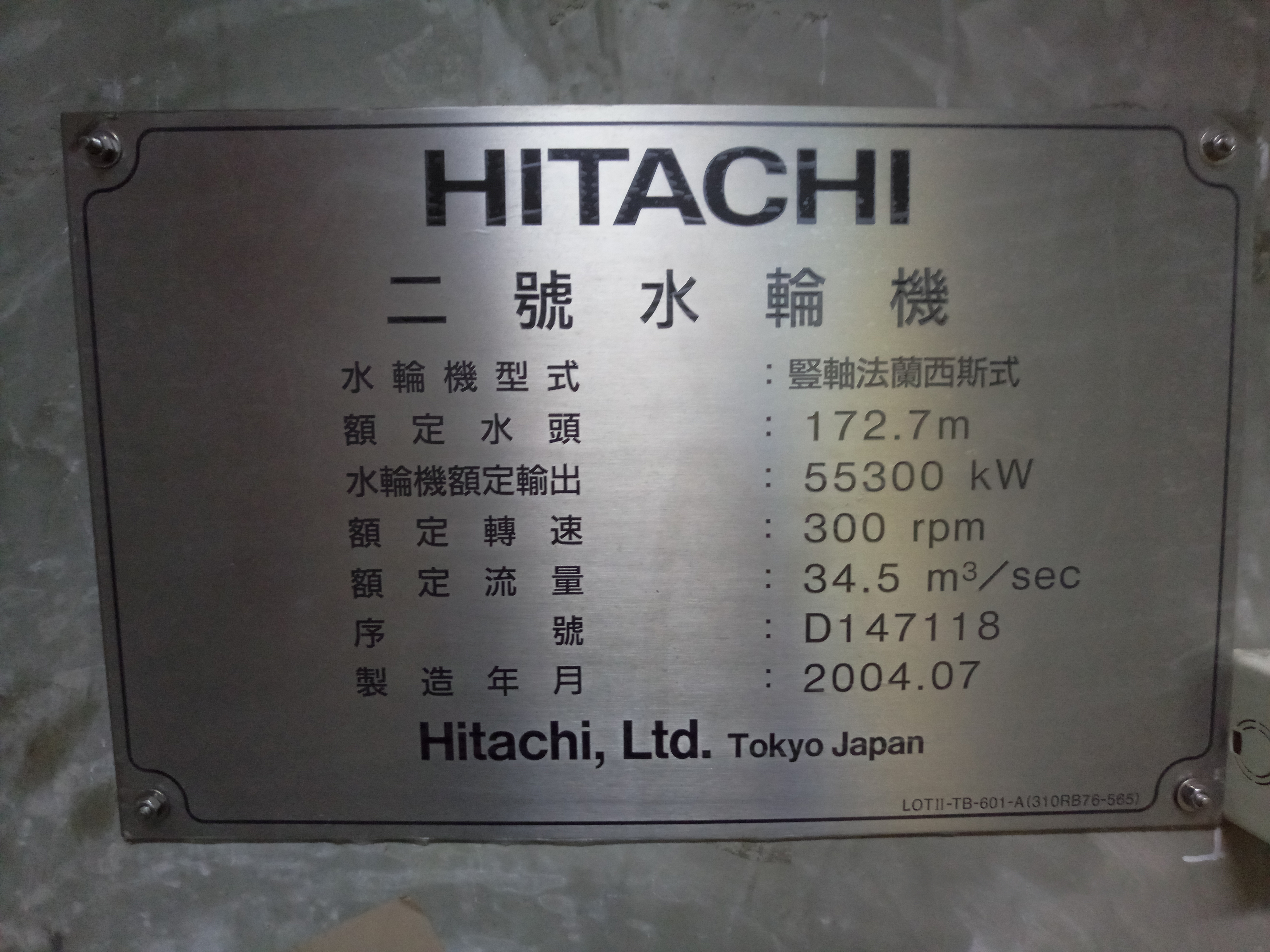
谷關分廠水輪機銘板，由日本日立公司承製。

## 腳註
1. 1 2  趙既昌. . 臺北市: 聯經出版. 1985年: 頁160.
2. 1 2 3  黃宜靖.  (PDF). 源雜誌（第65期）. 2007年9月  [2014-01-08]. （原始内容存档 (PDF)于2016-04-15） （中文（臺灣））.

## 外部連結
- （繁體中文） 台灣電力公司（页面存档备份，存于）